# Central Coast Mariners Football Club 2015-2016
Questa voce raccoglie le informazioni riguardanti il Central Coast Mariners Football Club nelle competizioni ufficiali della stagione 2015-2016

## Rosa
| N. |                          | Ruolo | Calciatore                 |
| -- | ------------------------ | ----- | -------------------------- |
| 1  | Australia (bandiera)     | P     | Paul Izzo                  |
| 2  | Nuova Zelanda (bandiera) | D     | Storm Roux                 |
| 3  | Australia (bandiera)     | D     | Joshua Rose                |
| 4  | Australia (bandiera)     | D     | Jacob Poscoliero           |
| 5  | Australia (bandiera)     | D     | Harry Ascroft              |
| 6  | Inghilterra (bandiera)   | C     | Mitch Austin               |
| 7  | Portogallo (bandiera)    | C     | Fábio Ferreira             |
| 8  | Scozia (bandiera)        | C     | Nick Montgomery (capitano) |
| 9  | Irlanda (bandiera)       | A     | Roy O'Donovan              |
| 10 | Spagna (bandiera)        | A     | Luis García                |
| 12 | Australia (bandiera)     | A     | Trent Buhagiar             |
| 13 | Australia (bandiera)     | P     | Alastair Bray              |
| 14 | Inghilterra (bandiera)   | A     | Danny Heffernan            |

| N. |                               | Ruolo | Calciatore       |
| -- | ----------------------------- | ----- | ---------------- |
| 15 | Papua Nuova Guinea (bandiera) | D     | Brad McDonald    |
| 16 | Australia (bandiera)          | D     | Liam Rose        |
| 17 | Australia (bandiera)          | A     | Francesco Stella |
| 18 | Australia (bandiera)          | C     | Glen Trifiro     |
| 19 | Australia (bandiera)          | A     | Josh Bingham     |
| 20 | Australia (bandiera)          | C     | Anthony Kalik    |
| 21 | Australia (bandiera)          | D     | Michael Neill    |
| 22 | Australia (bandiera)          | D     | Jake McGing      |
| 23 | Australia (bandiera)          | D     | Tomislav Uskok   |
| 24 | Australia (bandiera)          | C     | Jake Adelson     |
| 28 | Australia (bandiera)          | A     | Matthew Fletcher |
|    | Francia (bandiera)            | D     | Jacques Faty     |